# Amanda Magalhães
Amanda Magalhães (Rio de Janeiro, 9 de setembro de 1991) é uma atriz, cantora, pianista, produtora e compositora brasileira. Ganhou projeção ao interpretar a personagem Natália na série 3%. Em 2020, lançou seu primeiro álbum, Fragma.

## Infância e vida pessoal
Amanda é filha e neta de músicos notórios (respectivamente, William e Oberdan Magalhães, esse último, fundador da Banda Black Rio). A mãe era vocalista de apoio de Baby Consuelo. Vários outros membros de sua família eram músicos, mas exceto por sua bisavó Yolanda, que tocava violão, as mulheres geralmente só cantavam, o que a fez sentir que seguiria pelo mesmo caminho. Aos nove anos de idade, descobriu Alicia Keys, Norah Jones e Nina Simone, todas mulheres que tocavam e cantavam, e viu que poderia se inspirar nelas. O pai apoiou e ela começou a estudar. Aos 15 anos, ganhou seu primeiro piano. Os pais dela se divorciaram quando ela tinha seis anos, e alguns anos mais tarde, o pai se mudou para São Paulo, onde fazia mais shows, e convenceu-a a se mudar para a casa dele.
Amanda passou metade de sua vida na capital paulista, onde estudou na Escola de Arte Dramática da Universidade de São Paulo (EAD-USP).

## Carreira na música

### Primórdios e formação musical
Amanda considerou ser compositora, mas não necessariamente cantora. Ela gostava de compositores de trilhas sonoras como Alexandre Desplat e tentava compor peças inspiradas nessas trilhas. Na adolescência, ouviu muito rock clássico, como Jimi Hendrix. Depois, voltou-se para a black music do pai.
Posteriormente, tirou o foco da música e voltou-se para o teatro, ingressando na USP; contudo, a diretora da peça (Na) Solidão nos Tempos de Algodão quis que ela cantasse "Solitude", de Billie Holiday. Diante da recepção positiva de sua performance, ela resolveu investir na carreira musical também. Passou os próximos anos investindo em equipamentos e aprendendo a produzir para poder registrar suas composições.

### Primeiros singles eFragma
A partir de 2018, Amanda passou a preparar seu primeiro disco de inéditas. Até 2020, ela lançou três singles. O primeiro foi "Fazer Valer", com participação do rapper Rincon Sapiência, uma canção de trap criada no piano e lançada no dia 14 de dezembro por meio do portal da Rolling Stone Brasil e com letras influenciadas pelo budismo. Depois desse, lançou também "Vai Ouvir" e "Coração Só". "Vai Ouvir", de 21 de fevereiro de 2019, foi criada após o fim de um relacionamento e tem influências de gypsy jazz, que ela ouviu muito ao visitar a França para apresentar uma peça, além de elementos latinos, de bollywood, pop, walking bass e referências à peça teatral Gota d'Água. "Coração Só" veio em 4 de julho de 2019, com influências de folk pop.
Ao lançar o quarto, "Saiba", em 4 de novembro de 2019, com participação de Seu Jorge, ela anunciou que os três anteriores não fariam parte do álbum, batizado de Fragma. Em julho de 2020, lançou um single denominado "Na Sua Casa", lançado com um clipe gravado em stop motion por meio de um aplicativo de celular.

### Influências
Além de Alicia Keys, Norah Jones, Nina Simone e o próprio pai, Amanda cita também Daft Punk, FKJ, Hiatus Kaiyote, Solange Knowles, Ray Charles, Zaz, Flume, BaianaSystem, Céu, Rita Lee, Liniker, Jorge Aragão, Mozart, Alcione, Erykah Badu, Madonna, Elis Regina, Björk, Amy Winehouse, A Tribe Called Quest, Childish Gambino, Rosalía, Jorja Smith, Letrux, Caldeirão, Quincy Jones e outros como influências.

## Carreira como atriz
Amanda participou da série brasileira da Netflix 3% no papel de Natália, e também da série Psi, da HBO Brasil, e do filme Querida Mamãe.

## Discografia
Álbuns
- Fragma (2020)

Singles
- "Fazer Valer" (2018, com Rincon Sapiência)
- "Vai Ouvir" (2019)
- "Coração Só" (2019)
- "Saiba" (2019, com Seu Jorge)
- "O Amor Te Dá" (2020)[6]
- "Na Sua Casa" (2020)

## Atuação

### Cinema
| Ano  | Título        | Personagem | Nota |
| ---- | ------------- | ---------- | ---- |
| 2017 | Querida Mamãe | Thaís      |      |

### Televisão
| Ano       | Título | Personagem | Nota                               |
| --------- | ------ | ---------- | ---------------------------------- |
| 2017      | Psi    | Benedita   | Episódio: "A Herança: Parte 1 e 2" |
| 2018-2020 | 3%     | Natália    | 2ª-4ª temporadas                   |

### Teatro
| Ano | Título                             | Personagem |
| --- | ---------------------------------- | ---------- |
| ?   | (Na) Solidão Nos Tempos de Algodão |            |